# Michal Holán
Michal Holán (* 12. listopadu 1983 Slaný) je český herec.
Vystudoval Státní konzervatoř v Praze, po studiích působil v oblasti černého divadla. Ve filmu i televizi debutoval v roce 2003, hrál ve filmech Kameňák (2003), Chyťte doktora (2007), Crash Road (2007), Vy nám taky, šéfe! (2008) a TACHO (2010) a v seriálech Ordinace v růžové zahradě, Místo v životě, Cesty domů a Policie Modrava.
Od roku 2007 se věnuje dabingu, podílel se na desítkách filmů a seriálů. K větším rolím patří např. Connor Temple v seriálu Pravěk útočí (2008), Ben Jäger v seriálu Kobra 11 (2009–2014), Glenn v seriálu Živí mrtví (2012–2017), Jesse Pinkman v seriálu Perníkový táta (2010–2014), John Dorian v seriálu Scrubs: Doktůrci, Eli Wallace v seriálu Hvězdná brána: Hluboký vesmír či Julian Bashir v seriálu Star Trek: Stanice Deep Space Nine. Dabuje také postavu Sama Wilsona / Falcona ve filmech a seriálech série Marvel Cinematic Universe.